# 武平郡
武平郡，中国古代的郡。

## 建置沿革
东吴建衡三年（271年），交州刺史陶璜击败晋军，收复交州。不久之后，陶璜又发兵讨伐扶严夷，以其地置武平、新兴二郡，西晋灭吴之后，沿用孙吴置制，仍置武平郡，领七县：武宁、武兴、进山、根宁、安武、扶安、封溪。
南朝宋、齐时期，领六县：武定、封溪、平道、武兴、根宁、南移。
隋文帝开皇九年（589年）废武平郡，改为县，并入交州。

## 郡治地望
晋代治所在封溪县（越南河内省东英县）。南朝宋齐时期迁至武定县，《宋书·地理志》载武平郡去交州水二百一十里。隋朝废武平郡为武平县。